# Johannes Paulus Stricker
Johannes Paulus Stricker (Den Haag, 18 oktober 1816 - Amsterdam, 27 augustus 1886) was een Nederlands theoloog en Amsterdamse predikant. Hij was een oom en religieus mentor van de schilder Vincent van Gogh.
Strickers belangrijkste werk was het tweedelige Jezus van Nazareth volgens de Historie Geschetst (1868). Hij schreef ook bijdragen aan het Bijbelsch Woordenboek voor het Christelijk gezin en was redacteur van het weekblad De Vrijheid en de Volksbibliotheek-boekenreeks.
Hij vertrok in 1834, op 18-jarige leeftijd, naar de Universiteit van Leiden om daar theologie en letteren te studeren. In 1841 legde hij zijn examen af, maar zakte,  waarschijnlijk omdat hij de controversiële Groninger Theologie aanhing van zijn mentor, de Leidse hoogleraar Johan Frederik van Oordt. De afwijzing van Stricker veroorzaakte een schandaal en de Leidse theologische faculteit wist Stricker op 10 oktober 1841 alsnog zijn diploma te bezorgen.
In 1842 werd hij predikant in Driehuizen, waar hij drie jaar bleef. Nadat hij op 9 januari 1845 in Leiden promoveerde op de dissertatie de Mutatione homini, secundum Jesu et apostolorum doctrinam, subeunda vertrok hij naar Hoorn, vervolgens naar Dordrecht en, in 1855, naar Amsterdam. Hier was hij 28 jaar werkzaam als predikant van de Amstelkerk.

## Stricker en Van Gogh

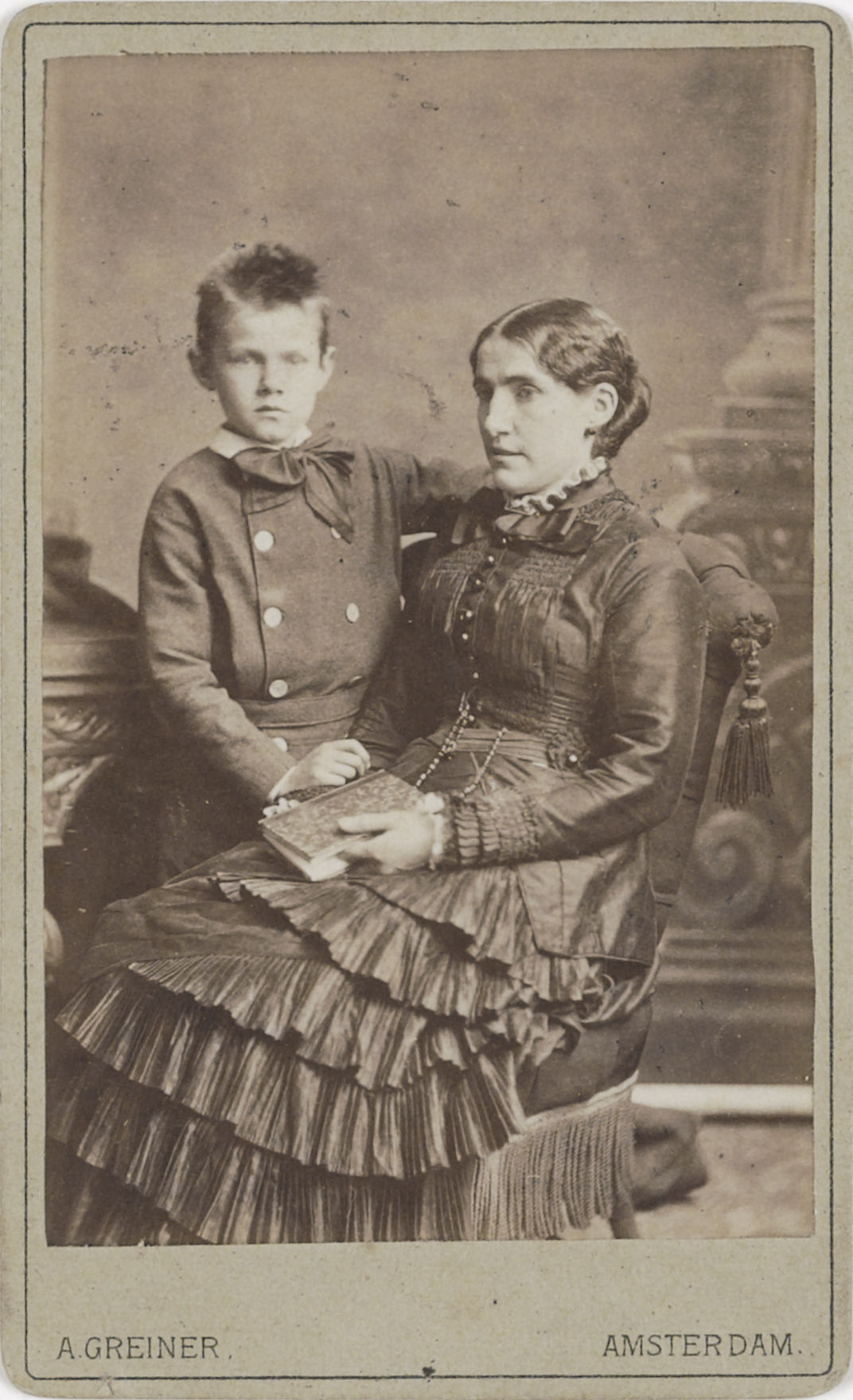
Kee Vos Stricker met haar zoon gefotografeerd (1879/1880) door Albert Greiner

In december 1841 trouwde Stricker met Willemina Carbentus, een oudere zus van Anna Cornelia Carbentus, moeder van Vincent van Gogh.
De jonge Van Gogh verbleef in Amsterdam van mei 1877 tot juli 1878. In deze periode bezocht hij zijn oom veelvuldig. Twee keer per week ging hij langs bij Stricker, die hem les gaf in theologie om hem voor te bereiden op zijn staatsexamen. Tevens overzag Stricker de lessen Latijn en Grieks die Van Gogh van Benjamin Mendes da Costa kreeg. Van Gogh ging in deze periode bijna elke zondag naar de kerk om Stricker te horen preken.
Tijdens zijn periode werd Van Gogh ook verliefd op Strickers dochter Kee. Stricker en zijn vrouw verboden Van Gogh verder contact met hun dochter. Van Gogh zou hierop zijn hand in een kaarsvlam gehouden hebben en Stricker gevraagd hebben of hij zijn dochter mocht blijven zien zolang hij zijn hand in de vlam bleef houden, maar Stricker wilde daar niets van hebben en verzocht hem te vertrekken. 
De liefde voor Kee dreef een wig tussen Stricker en zijn neef. Stricker deed er alles aan om Van Gogh van zijn dochter weg te houden. Van Gogh was niet meer welkom in huize Stricker.
- Biografisch Portaal: 34191366
- Digitale Bibliotheek voor de Nederlandse Letteren: stri017
- International Standard Name Identifier: 0000 0003 9686 4198
- Nederlandse Thesaurus van Auteursnamen: 080620302
- Virtual International Authority File: 291896497
- WorldCat: E39PBJdrHhGPgFwMCvfRdHfcyd